# 新莱比锡 (北达科他州)
新莱比锡（英語：New Leipzig），是美国北达科他州下属的一座城市。根据2010年美国人口普查，该市有人口221人。2011年估计该市有人口215人，相对于2010年，增长率为?2.71%。